# Soumaïla Coulibaly
Soumaïla Coulibaly (Montfermeil, 14 oktober 2003) is een Frans voetballer die doorgaans als verdediger speelt. Sinds augustus 2024 is Coulibaly door Borussia Dortmund verhuurd aan het Franse Stade Brestois nadat hij een jaar eerder was verhuurd aan Royal Antwerp.
Coulibaly maakte zijn debuut voor Antwerp tegen AEK Athene in de voorrondes van de UEFA Champions League. Hij startte meteen in de basis en speelde de volledige wedstrijd.
2 Locko ·
3 Ndiaye ·
5 Chardonnet  ·
6 Fernandes ·
7 Lala ·
8 Magnetti ·
9 Doumbia ·
10 Del Castillo ·
11 Camblan ·
12 Zogbé ·
14 Baldé ·
17 Sima ·
19 Ajorque ·
20 Lees-Melou ·
21 Faivre ·
22 Haïdara ·
23 Amavi ·
25 Le Cardinal ·
26 Pereira Lage ·
28 Martin ·
30 Coudert ·
34 Salah ·
40 Bizot ·
44 Coulibaly ·
45 Camara ·
50 Jauny ·
Coach: Roy
· Assistent-coach: Lachuer
· Assistent-coach: Grougi